# T-betűs pávaszem
A t-betűs pávaszem (Aglia tau) Eurázsia lombos erdeiben élő, a pávaszemek családjába tartozó lepkefaj. 

## Megjelenése
A lepke szárnyfesztávolsága 60–84 mm, a hímek valamivel kisebbek a nőstényeknél. Szárnyaik alapszíne okkersárga; a hímek színezete intenzívebb narancsos-sárgás. Előfordulnak - elsősorban hegyvidékeken - sötétbarna vagy feketés változatai is. Mind a négy szárnyán feltűnő, széles fekete keretű sötétkék folt található, melyben fehér, stilizált T-betű formájú rajzolat látszik: erről kapta a faj a nevét. A szárnyak peremétől néhány mm-re vékony vagy szélesebb sötét sáv húzódik. A hátsó szárnyak fonákjának nagy része vörösbarna színezetű. A hímek csápja fésűs, míg a nőstényeké egyszerű.
A barna vagy krémszínű, tojás formájú, 2,5 x 1,9 mm-es petékből 10 12- nap múlva kelnek ki a hernyók. A halványzöld fiatal hernyók furcsa külsejűek: első és harmadik szelvényükből két-két hosszú, vörös-fehér, tüskés, a végén kettéágazó "szarv" áll ki. Hasonló szarv található a test végén, a hetedik szelvényen is, de itt csak egy darab látható; az anális régióban pedig rövid vörös tüske található. A hernyó egész testét kisebb fehér tüskék borítják. A nagy szarvszerű nyúlványok a növekedés során a vedlésekkel fokozatosan rövidülnek és az utolsó vedlés után eltűnnek. A kifejlett hernyó kb. 50 mm, színe élénkzöld, tora púpossá válik, oldalán a légzőnyílások magasságában élénk sárga sáv, efölött pedig ferde rövid csíkok látszanak. A zöld alapszínt apró sárga foltok pöttyözik. A hernyó 4-5 vedlésen megy át, mielőtt bebábozódik.
A báb 22–27 mm-es, szőrtelen, megnyújtott ovális alakú, felülete durva, színe barnásfekete. 

## Elterjedése
A t-betűs pávaszem Eurázsia egész palearktikus zónájának lombos erdeiben honos, Európától egészen a Távol-Keletig. Az északi hideg területekről, a déli mediterrán vidékről, a Brit-szigetekről és Japánból hiányzik; az utóbbi országban, Szahalin déli részén és a Kuril-szigeteken közeli rokona, az Aglia japonica váltja fel. Magyarországon elsősorban a hegy- és dombvidéki bükkösökben, esetenként tölgyesekben él.

## Életmódja
A faj főleg bükkerdőkben él 1600 m magasságig. Az imágó március végétől június elejéig repül, évente egy nemzedék nő fel. A hímek nappal és éjjel is, míg a nőstények inkább csak éjszaka aktívak. Az avarban pihenő nőstények által kibocsátott feromonokat a csapongva repülő hímek erősen fésűs csápjaik receptoraival érzékelik; a párosodás többnyire reggel történik. Pihenéskor összecsukott szárnyakkal üldögélnek a fatörzseken vagy az avaron. Fénycsapdákkal csak ritkán fogható és akkor inkább a nőstényeket vonzza a fény. A nőstények petéiket sorokban, maximum tízesével rakják le az ágakra, fakéregre. A hernyók elsősorban a bükkfa, esetleg a nyír, gyertyán, hárs, juhar vagy különböző tölgyfajok leveleivel táplálkoznak. A kifejlett hernyó az avarban, néhány selyemszálas gubóban bábozódik be és ebben a formában telel át.
Magyarországon védett, természetvédelmi értéke 5 000 Ft.

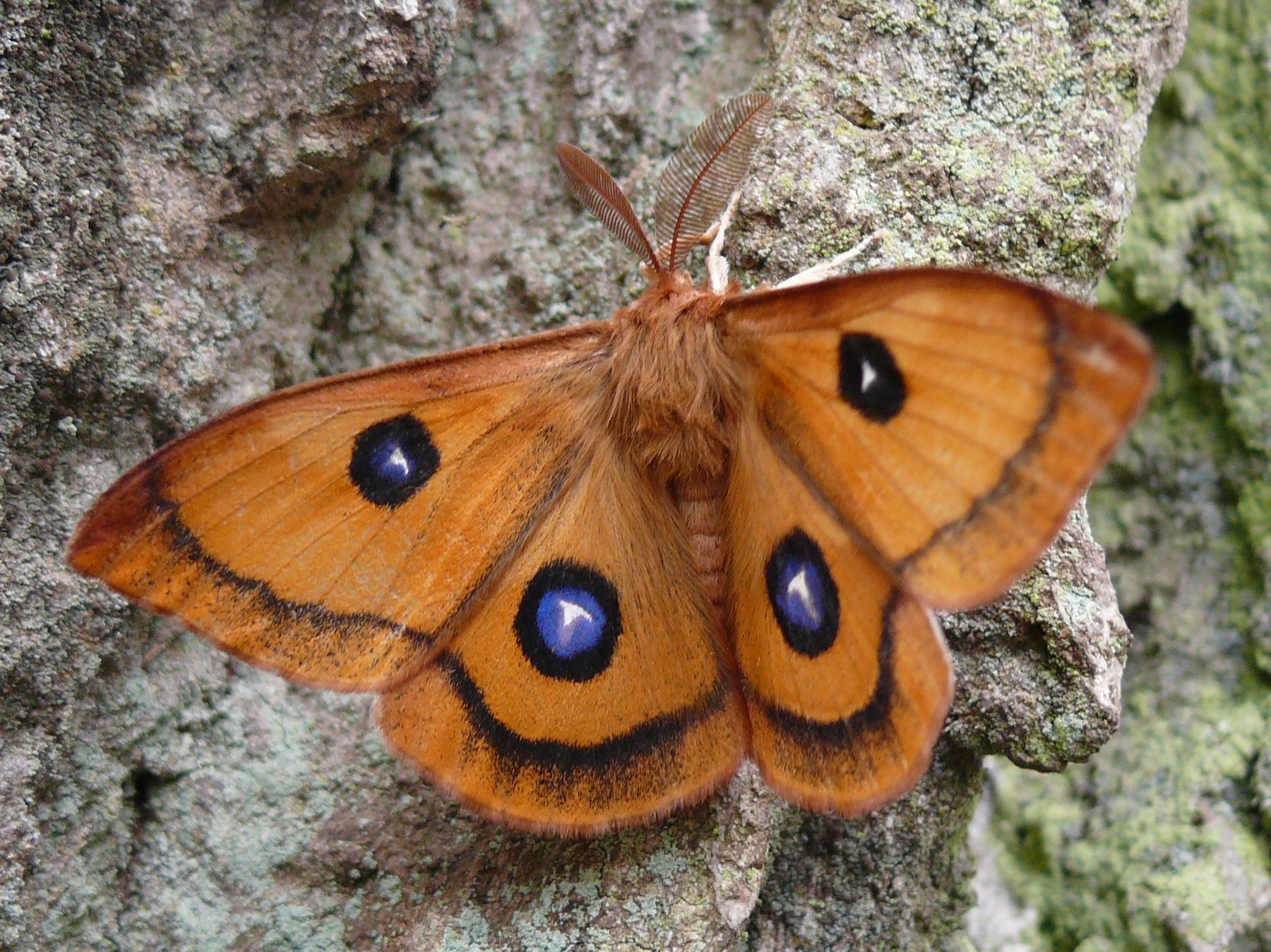
t-betűs pávaszem hímje
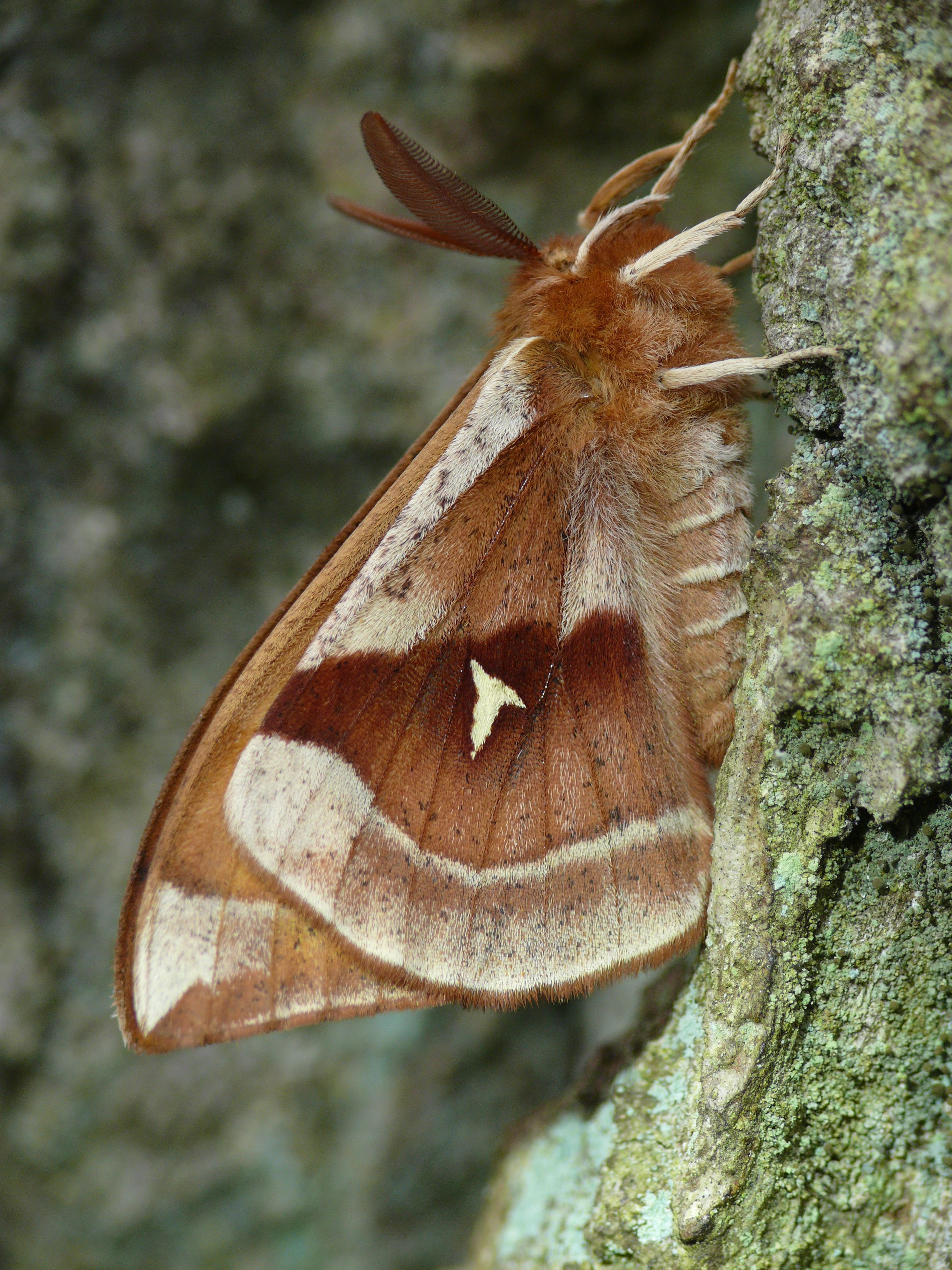
pihenő lepke
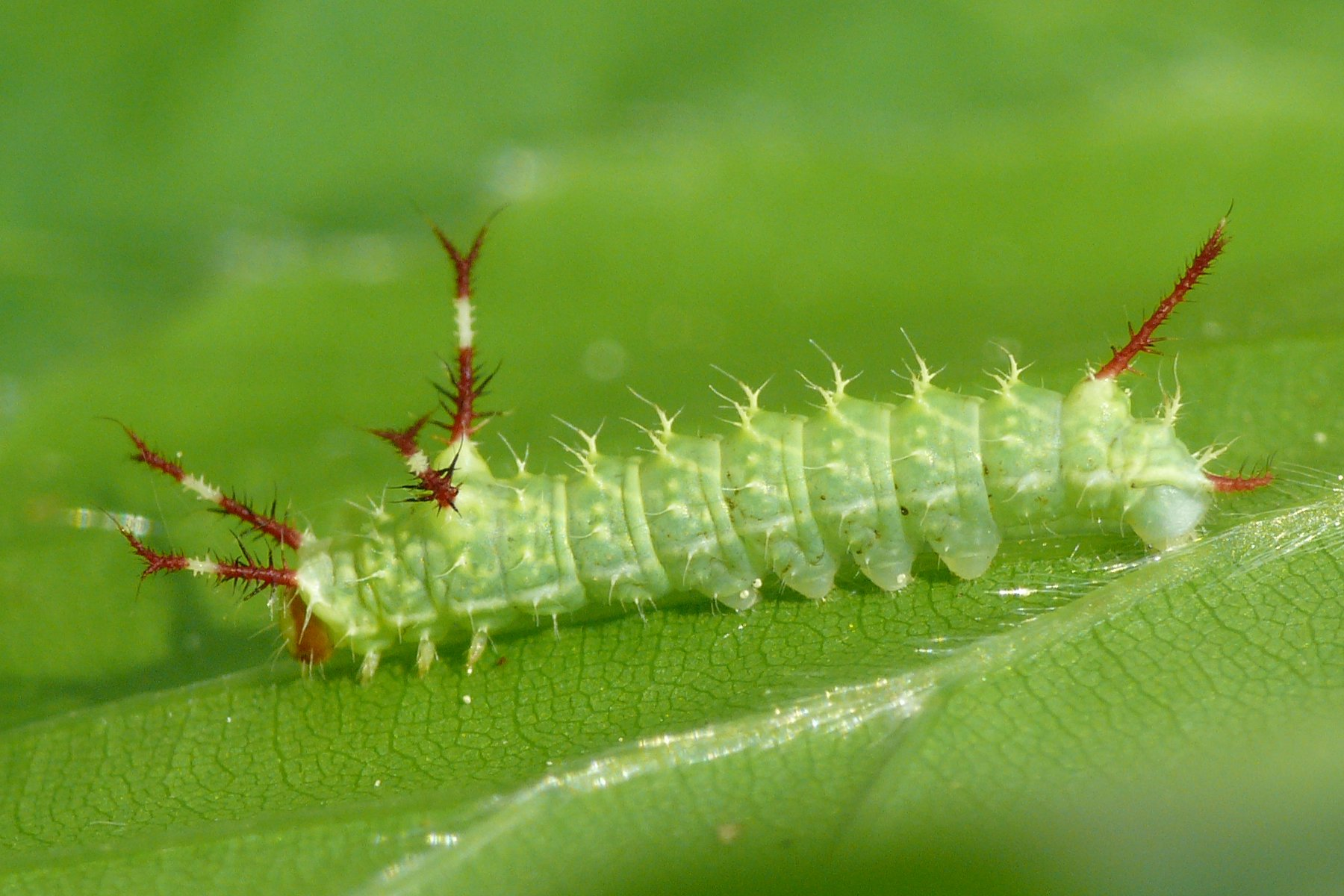
fiatal hernyó
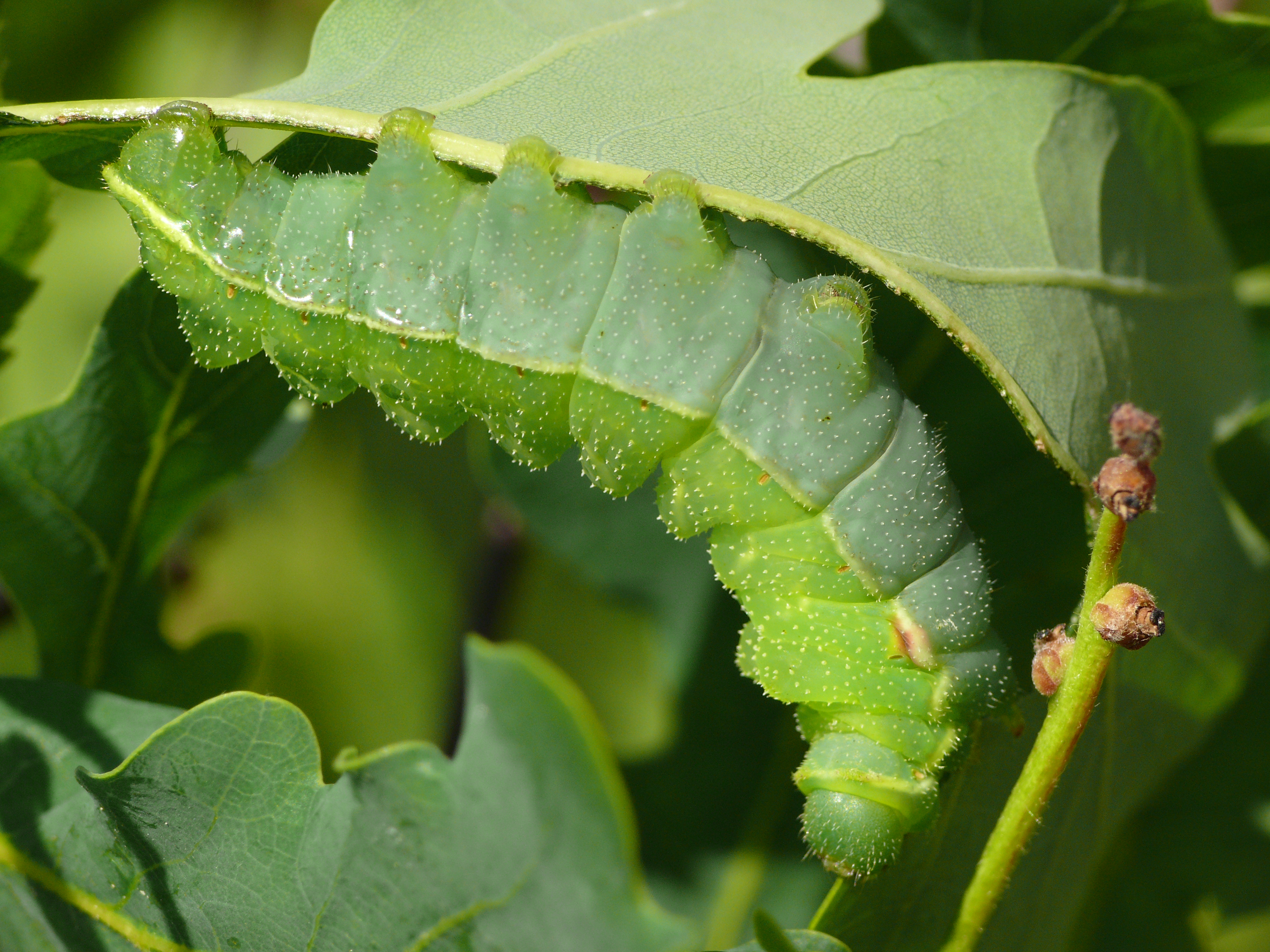
kifejlett hernyó
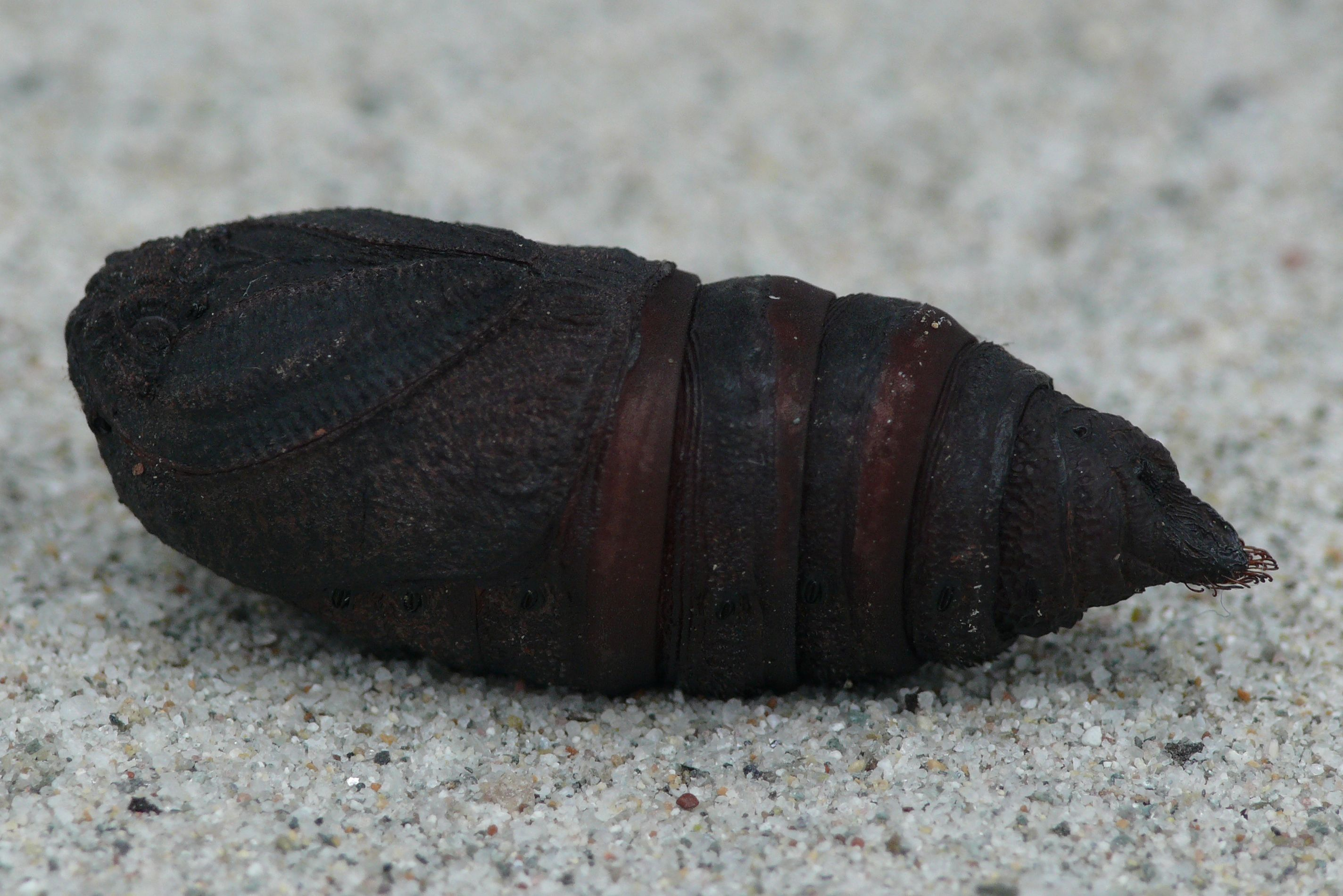
bábja